# バタネス州
バタネス州（バタネスしゅう、Province of Batanes）は、フィリピン北部カガヤン・バレー地方（Cagayan Valley, Region II）に属するフィリピン最北の州である。州都は地方自治体の1つバスコ（Basco）で、州内には都市はない。面積は209.3km2、人口は17,246人（2015年）で共に国内で最小。
台湾との間に漁業権問題が存在する。

## 地理
ルソン海峡に浮かぶバタン諸島から成っている。約190km北には台湾（中華民国）がある。

## 住民
イヴァタン人と呼ばれる、漁業で生活をする民族が住んでいるが、他のフィリピンの民族より言語・習慣など様々な面で台湾の原住民（主にタオ族）にはるかに近い人々である。